# Bewegingstheater

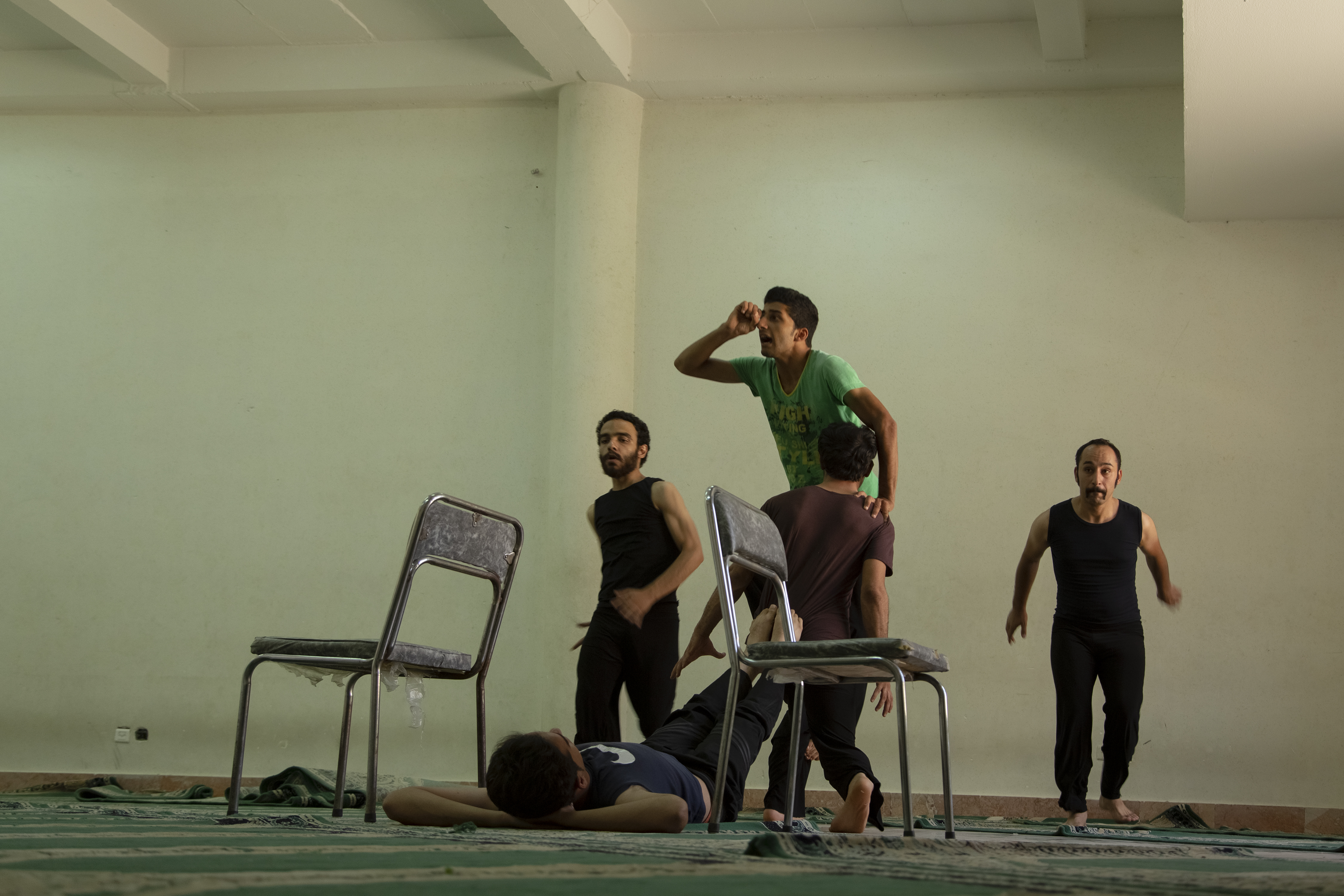
Opvoering van bewegingstheater door de Garage Theater Company

Bewegingstheater is een vorm van theater waarbij wordt uitgegaan van de fysieke capaciteiten van de uitvoerenden (spelers, dansers).
De bewegingen worden in combinatie met de verbeelding, omgezet in een soort fysieke beeldtaal. Bij een opvoering is er vaak weinig tot geen sprake van dialogen. Aan de hand van bewegingen, soms in combinatie met pantomime en dans, wordt het verhaal uitgebeeld.
De term werd in de jaren '60 van de twintigste eeuw bedacht naar aanleiding van het werk van de Franse acteur Etienne Decroux. Daaropvolgend werd in 1964 een school voor bewegingstheater opgericht in Nederland. Vanaf 1968 werd deze school onderdeel van de Theaterschool (de huidige Academie voor Theater en Dans) van de Amsterdamse Hogeschool voor de Kunsten.